# Ain Saarmann
Ain Saarmann (* 6. April 1939 in Põltsamaa) ist ein estnischer Unternehmer und ehemaliger Politiker.
Vom 21. Oktober 1992 bis zum 5. Februar 1993 war Saarmann Wirtschaftsminister der Republik Estland in der ersten Koalitionsregierung von Ministerpräsidentin Mart Laar. Er gehörte der konservativen Isamaaliit an. Saarmann folgte im Amt des Wirtschaftsministers sein Parteifreund Toomas Sildmäe nach.
Anschließend war Saarmann in der estnischen Privatwirtschaft tätig.
| Personendaten    | Personendaten                                  |
| ---------------- | ---------------------------------------------- |
| NAME             | Saarmann, Ain                                  |
| KURZBESCHREIBUNG | estnischer Politiker und Unternehmer, Minister |
| GEBURTSDATUM     | 6. April 1939                                  |
| GEBURTSORT       | Põltsamaa                                      |